# جون هاريس (سياسي أمريكي، مواليد 1760)
جون هاريس (بالإنجليزية: John Harris)‏ هو سياسي أمريكي، ولد في 26 سبتمبر 1760 في هاريسبرج في الولايات المتحدة، وتوفي في 1 نوفمبر 1824. انتخب عضو مجلس النواب الأمريكي.